# Grundbok
Grundbok är den del av bokföringen där ett företag presenterar sina affärshändelser i datumordning. I bokföringsprogram håller datorn automatiskt reda på grundboken och huvudboken, som skapas genom en och samma bokföringsåtgärd.
I Bokföringsnämndens allmänna råd används begreppen "presentation i registreringsordning" och "presentation i systematisk ordning". Begreppen motsvarar vad som också kan benämnas grundbok respektive huvudbok och används för att bokföringslagen reglerar hur informationen ska kunna presenteras i stället för att i detalj reglera hur bokföringen ska gå till.
Enligt den svenska bokföringslagen ska affärshändelserna bokföras så att de kan presenteras i såväl registreringsordning som i systematisk ordning. Det är först när noteringen i både grundbokföringen och huvudbokföringen är gjord på ett "varaktigt sätt" som bokföringen av affärshändelsen är fullgjord.